# Banabuiú
Banabuiú es un municipio brasilero del estado del Ceará.

## Historia
Localizado en el territorio de varias etnias indígenas como: Potiguara, Paiacu, Tapairiu, Panati, Ariu, este comenzó a ser colonizado a través de las expediciones del sertão-de-dentro y la expansión de la ganadería en el Ceará, en la época de la carne seca y del charqui.
Laranjeiras, antiguo distrito de Quixeramobim, fue el núcleo central del municipio de Banabuiú, siendo su autonomía política declarada por primera vez el 29 de octubre de 1918 con la publicación de la Ley n.º 1.613. No obstante, Laranjeiras volvió a la condición de distrito de Quixadá en 1938 con la publicación de la Ley N.º 448 del 20 de diciembre de 1938.
La Ley n.º 1.114 del 30 de diciembre de 1943, cambio se denominación a Banabuiú, pero apenas el 25 de enero de 1988 con la Ley n.º 11.427, Banabuiú fue elevada definitivamente a la categoría de municipio.

## Política
La administración municipal se localiza en la sede: Banabuiú.
La Prefectura municipal de Banabuiú actualmente es dividida en siete secretarias: secretaria de Agricultura, secretaria de Acción Social, secretaria de Comercio, Deportes, Turismo y Juventud, secretaria de Obras, secretaria de Finanzas, secretaria de Salud y por última, secretaria de Educación.

## Subdivisión
El municipio tiene 5 distritos: Banabuiú(sede), Laranjeiras, Piedras Blancas, Rinaré y Sitiá.

## Geografía

### Clima
Tropical caliente semiárido con un promedio de lluvias media de 782,9 mm con lluvias concentradas de enero a abril.

### Hidrografía y recursos hídricos
El municipio está localizado en la cuenca hidrográfica del río Banabuiú y en su lecho está construido la Represa Arrojado Lisboa, o Banabuú, como es más conocida. Otro importante río es el Sitiá que desagua en el Banabuiú en el distrito de Sitiá y que en el territorio de Banabuiú esta la pared de la Represa Piedras Blancas. Otras fuentes hídricas son los riachos Cruxoti y Pimenta.
Banabuiú (municipio) se encuentra en la subcuenca hidrográfica del mismo nombre, perteneciendo a la cuenca del río Jaguaribe, siendo por lo tanto un gran acumulador de agua a través de los cursos de agua que llegan a su río principal "Banabuiú".

### Relieve y suelos
Las principales elevaciones son las sierras, destacándose las sierras del Pasaje, del Logrador y de los Tanquinhos.
Suelos arenosos y coesivos en el estuário del río, pero en general arenos como suelos predominantes.

### Vegetación
La caatinga es la vegetación predominante. Pero podemos encontrar áreas de marañones, en especial a lo largo del río.